# Nuoto ai XIX Giochi asiatici - 200 metri rana maschili
La gara dei 100 metri rana maschili di nuoto ai XIX Giochi asiatici si è svolta il 28 settembre 2023, durante i XIX Giochi asiatici, presso l'Hangzhou Olympic Sports Expo Center.

## Podio
| Pos.    | Atleta         | Nazione  |
| ------- | -------------- | -------- |
| Oro     | Qin Haiyang    | Cina     |
| Argento | Dong Zhihao    | Cina     |
| Bronzo  | Ippei Watanabe | Giappone |

## Record
Prima della manifestazione il record del mondo (RM), il record asiatico (AS) e il record dei giochi (RC) erano i seguenti.
|  | 2'05"48 | Qin Haiyang      | 28 luglio 2023 Fukuoka    |
|  | 2'05"48 | Qin Haiyang      | 28 luglio 2023 Fukuoka    |
|  | 2'07"67 | Dmitrij Balandin | 23 settembre 2014 Incheon |

Durante la competizione è stato migliorato il seguente record:
|  | 2'07"03 | Qin Haiyang |

## Programma
| Data              | Ora (UTC+8) | Turno    |
| ----------------- | ----------- | -------- |
| 28 settembre 2024 | 10:39       | Batterie |
| 28 settembre 2024 | 19:50       | Finale   |

## Risultati

### Batterie
| Pos. | Batteria | Corsia | Atleta                 | Nazionalità   | Tempo       | Note |
| ---- | -------- | ------ | ---------------------- | ------------- | ----------- | ---- |
| 1    | 3        | 4      | Qin Haiyang            | Cina          | 2'11"76     | Q    |
| 2    | 1        | 3      | Adam Mak Sai Ting      | Hong Kong     | 2'12"40     | Q    |
| 3    | 3        | 5      | Dong Zhihao            | Cina          | 2'12"52     | Q    |
| 4    | 2        | 5      | Cho Sung-jae           | Corea del Sud | 2'12"68     | Q    |
| 5    | 2        | 4      | Ippei Watanabe         | Giappone      | 2'12"70     | Q    |
| 6    | 1        | 4      | Shoma Sato             | Giappone      | 2'13"16     | Q    |
| 7    | 1        | 5      | Adam Chillingworth     | Hong Kong     | 2'13"57     | Q    |
| 8    | 3        | 6      | Maximillian Wei Ang    | Singapore     | 2'13"90     | Q    |
| 9    | 3        | 3      | Phạm Thanh Bảo         | Vietnam       | 2'13"99     |      |
| 10   | 2        | 6      | Cai Bing-rong          | Taipei cinese | 2'15"87     |      |
| 11   | 3        | 2      | Muhammad Dwiky Raharjo | Indonesia     | 2'17"81     |      |
| 12   | 1        | 6      | Arsen Kozhakhmetov     | Kazakistan    | 2'18"95     |      |
| 13   | 2        | 7      | Munzer Kabbara         | Libano        | 2'19"41     |      |
| 14   | 1        | 2      | Rachasil Mahamongkol   | Thailandia    | 2'20"25     |      |
| 15   | 2        | 2      | Hii Puong Wei          | Malaysia      | 2'21"36     |      |
| 16   | 1        | 7      | Thanonchai Janruksa    | Thailandia    | 2'25"14     |      |
| 17   | 3        | 7      | Hamza Shalan           | Qatar         | 2'32"19     |      |
| 18   | 3        | 1      | Lam Chi Chong          | Macao         | 2'33"66     |      |
| 19   | 1        | 1      | Tsevegsuren Gunbileg   | Mongolia      | 2'37"48     |      |
| 20   | 2        | 1      | Amarsanaa Bilegt       | Mongolia      | 2'44"69     |      |
| DNS  | 2        | 3      | Choi Dong-yeol         | Corea del Sud | Non partito |      |

### Finale
| Pos. | Corsia | Atleta              | Nazionalità   | Tempo   | Note |
| ---- | ------ | ------------------- | ------------- | ------- | ---- |
|      | 4      | Qin Haiyang         | Cina          | 2'07"03 |      |
|      | 2      | Dong Zhihao         | Cina          | 2'08"67 |      |
|      | 5      | Ippei Watanabe      | Giappone      | 2'09"91 |      |
| 4    | 7      | Cho Sung-jae        | Corea del Sud | 2'10"49 |      |
| 5    | 6      | Adam Mak Sai Ting   | Hong Kong     | 2'12"46 |      |
| 6    | 3      | Adam Chillingworth  | Hong Kong     | 2'13"03 |      |
| 7    | 8      | Maximillian Wei Ang | Singapore     | 2'13"30 |      |
| 8    | 1      | Shoma Sato          | Giappone      | 2'14"06 |      |